# NGC 599
NGC 599 је елиптична галаксија у сазвежђу Кит која се налази на NGC листи објеката дубоког неба.
Деклинација објекта је - 12° 11' 27" а ректасцензија 1h 32m 53,7s. Привидна величина (магнитуда) објекта NGC 599 износи 13,5 а фотографска магнитуда 14,5. NGC 599 је још познат и под ознакама MCG -2-5-5, MK 1000, PGC 5778.